# کیمپر
کیمپر (انگلیسی: Kemper) شرکت بیمه آمریکایی است، که در سال ۱۹۹۰ تأسیس شد.